# Prišlin
Prišlin is een plaats in de gemeente Hum na Sutli in de Kroatische provincie Krapina-Zagorje. De plaats telt 399 inwoners (2001).